# Ієрофанія
Ієрофа́нія (визначення Мірча Еліаде) — прояв святого, священного (грец. ιερός  — святий, та грец. φαίνω — являтися, проявлятися).
Можна вважати, що історія релігій, від найпримітивніших до найрозвиненіших, складається з суми ієрофаній, суми проявів священного. Найпростіша ієрофанія, наприклад, прояв священного в якомусь предметі, дереві чи камені, і найвища, якою для християн є втілення Бога в особі Ісуса Христа, вважається, ніяк не пов'язані між собою. Це завжди один і той самий таємничий акт: прояв чогось «цілком відмінного», реальності не з нашого світу, в предметах, що є частиною нашого світу, світу природного, мирського.